# World Cat Congress
Il World Cat Congress (WCC) è una confederazione internazionale che riunisce le più importanti federazioni internazionali e associazioni nazionali che si occupano di gatti.

## Attività

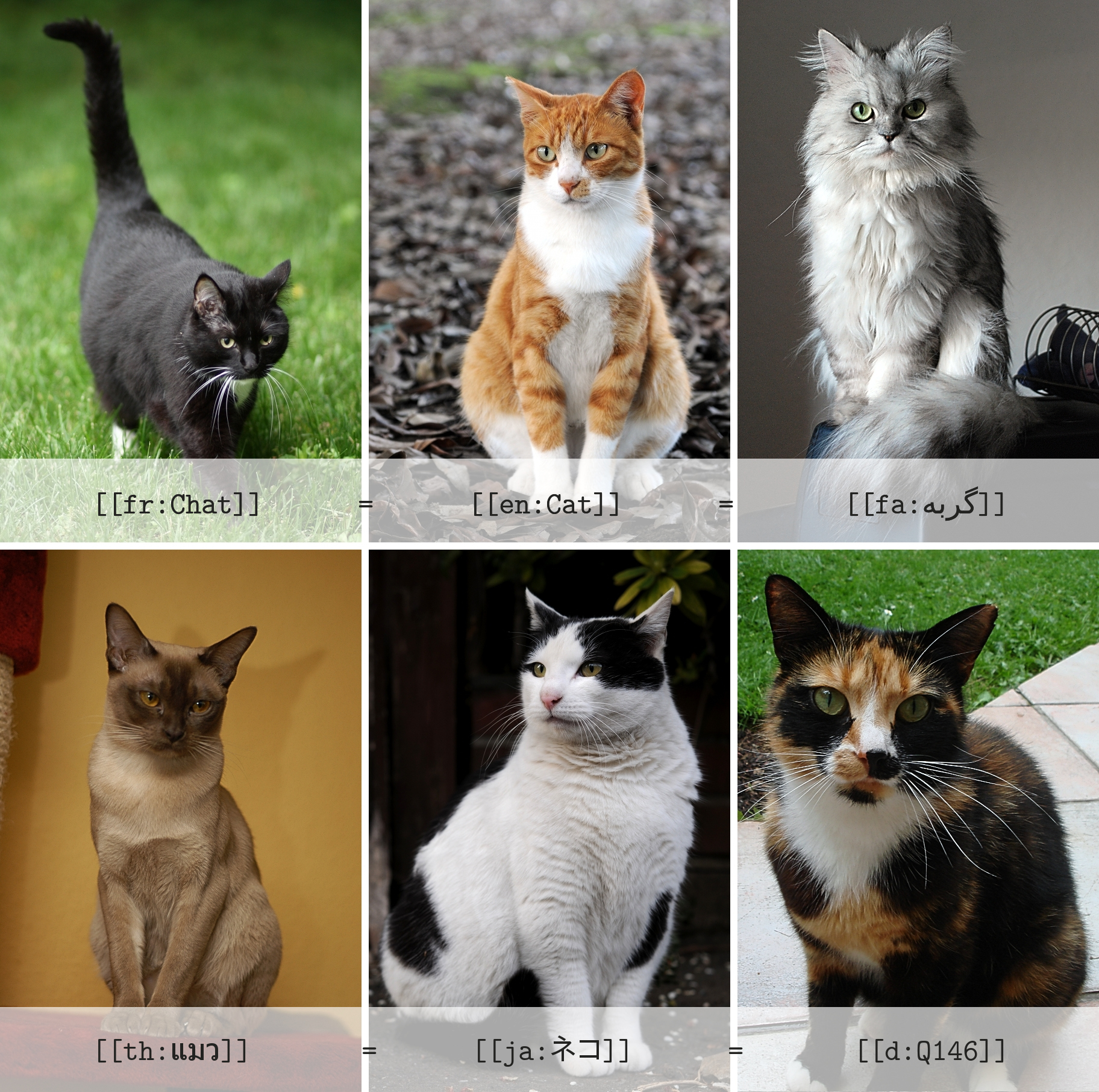
Alcune razze feline

Il WCC promuove la collaborazione tra le diverse associazioni feline, a questo scopo organizza annualmente degli incontri dove vengono discusse le diverse proposte dei 9 membri affiliati. 
Viene data particolare importanza alla cooperazione internazionale per quanto riguarda la salute e il benessere dei gatti di qualsiasi tipo e le regole per il riconoscimento delle razze.
Gli scopi del WCC comprendono:
- l'organizzazione di mostre feline;
- la cura della salute dei gatti;
- consulenza per gli aspetti legali concernenti i gatti;
- la produzione e diffusione di materiale divulgativo riguardo ai gatti;
- la registrazione di pedigree e allevatori.

## Storia
Nel giugno del 1994 l'Associazione Nazionale Felina Italiana organizzò a Venezia un simposio internazionale che coinvolse le principali associazioni mondiali dedicate ai gatti. Il simposio era intitolato I gatti e l'uomo, una relazione affascinante e fu presentato dall'Accademia dei Gatti Magici, un gruppo di studiosi, artisti e scienziati appassionati di gatti, e presieduto da Fulco Pratesi. L'obiettivo del convegno era promuovere la cooperazione tra le diverse associazioni feline nel mondo e trovare delle regole comuni per quanto riguarda gli standard di razza, di allevamento e di gara. 
A questa prima riunione dei responsabili delle associazioni feline mondiali parteciparono l'allora presidente della Fédération Internationale Féline (FIFe), Alva Uddin; Anneliese Hackmann della World Cat Federation (WCF); Brenda Wolstenholme del Governing Council of the Cat Fancy (GCCF) del Regno Unito; e degli Stati Uniti, Don Williams della Cat Fanciers' Association (CFA). Da questo evento ebbe origine l'idea della creazione del World Cat Congress.

## Membri del WCC
- Australian Cat Federation (ACF)*
- Cat Fanciers' Association (CFA)*
- Co-ordinating Cat Council of Australia (CCC of A)
- Fédération Internationale Féline (FIFe)*
- Governing Council of the Cat Fancy, Gran Bretagna (GCCF)
- New Zealand Cat Fancy (NZCF)
- Southern Africa Cat Council (SACC)
- The International Cat Association (TICA)*
- World Cat Federation (WCF)*

*membri fondatori